# Stomp (musica)
Nel jazz o nella musica popolare, si definisce stomp una melodia o una canzone con un ritmo veloce e un beat pesante.
Nel ballo, una danza vivace eseguita per la musica popolare, comprendente un "pesante pestar di piedi".

## Esempi
La parola "Stomp" compare nel titolo della famosa canzone Disperato erotico stomp di Lucio Dalla, che riprende appunto il ritmo beat veloce e marcato di questo stile musicale.